# 大運西倉
39°54′14″N 116°38′54″E / 39.9039°N 116.6483°E

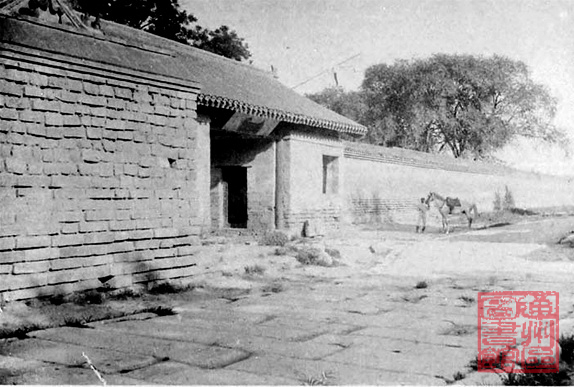
西仓大門，1900年拍攝。

大運西倉是永樂間設在通州城东边的一座糧倉，后来为了保护这座粮仓修建了通州新城，周长约2616米，占地面积33.25万平方米，它是明朝、清朝时中国最大的国仓。明杨宏著《漕運通志》記載，西倉有糧倉三百三十座，計一千六百五十間，南北西三門，每門軍官一人，辦事官一人，軍十人。西仓东起东方小学（新街下坡校区）南北延长线，西至新仓路，北临中山大街，南近新城南街。十字街曾是新城南门通往西倉的道路，现已北延穿过西仓并改名为新华南路。西仓现为首都师范大学附属中学（通州校区）、北京北方红旗机电有限公司、新华南路34号院等。

## 历史
朱棣通过靖难之役夺取政权后不久，永乐八年开始迁都。为给迁都做准备，京城周边修建了许多粮仓。永乐七年（1409年）在漕运道路旁修西仓。正统十四年（1449年） 八月，土木堡之变爆发，瓦剌军大败明军，明英宗被俘，明朝举朝震恐。八月十八日，孝恭章皇后命皇帝胞弟郕王朱祁钰监国，召集朝臣商议战守大计。兵部侍郎于谦坚持固守北京，此议得到吏部尚书王直、内阁学士陈循等人支持，最后廷議乃決定固守北京。经总兵官、昌平侯杨洪的提议，当地军民将通州粮食全部运到京城发放给士兵，化险为夷。为了保护西仓，粮储太监李德、镇守指挥陈信奏请修建通州新城。乾隆十八年（1753年），南仓部分仓廒、仓囤并入西仓。
光绪二十六年（1900年），西倉被八国联军抢光。1900年8月9日凌晨，八国联军中的日军到达了通州南门。凌晨3点20分，日军工兵第三中队使用黄色火药二十千克将紧闭的古城门炸倒，开始抢劫通州城中财物。日军占领了中倉和西倉，抢走了全部仓粮，抢走了藏在仓场衙门地下室的185万两白银，烧毁仓场衙门、通粮厅、西仓等漕运官署和设施。日军抢完后，俄军8时才到达通州，继续抢夺日军没抢完的价值较低的财务。通州城中死者六成，逃者三成，只剩一成老弱病残。1901年，因京津铁路通车，漕运废弃，弃用。
民国初期，军阀部队驻军西仓西部。1914年，在西仓东部，设京兆特别区农林试验场，在西部，设立京兆男子师范学校校园；1929年，设立县立民众教育馆。1931年，张学良东北军入关时驻军此处，建设了阅兵台。1935年12月，日本军队占领此仓，拆除仓廒，建立炮楼。1937年7月29日凌晨4时，通州保安队由于受到日军轰炸，进行了起义。起义军第二路起义部队从东、南、西北方向向日军位于西仓的阵地推进，双方激战6小时以上，保安队牺牲200多人后仍然未攻克。后来日军均匀内的汽车、汽油被击中起火爆炸。30日，驻丰台南苑的日本军杀入，在西仓杀害通州百姓700余人；1980年代在工厂施工中，发现以8号铁丝用铅丝穿入每10人锁骨进行活埋的遗迹。
中华人民共和国成立后，此处设立中国人民解放军249炮校，文化大革命后迁走。西仓现为首都师范大学附属中学通州校区、北京北方红旗机电有限公司、新华南路34号院等。